# Castianeira vulnerea
Castianeira vulnerea är en spindelart som beskrevs av Willis J. Gertsch 1942. Castianeira vulnerea ingår i släktet Castianeira och familjen flinkspindlar. Inga underarter finns listade i Catalogue of Life.